# Ibrahim Xah Khalji
Rukn al-Din Ibrahim Xah Khalji fou el segon sultà de Delhi de la dinastia khalji.
Quan es va saber l'assassinat de Djalal al-Din Firuz Shah Khalji (juliol de 1296) prop de Kara Manikpur, pel seu gendre i nebot Ala al-Din Muhammad Shah I Khalji, la reina mare Malika-i Djahan va proclamar al seu jove fill Ibrahim Xah a causa de la necessitat urgent de tenir el tron ocupat, passant per davant del fill gran i hereu designat, Arkali Khan, que estava a Multan, on era governador i que no va fer cap pas per anar a Delhi. D'altra banda Ala al-Din va restar a Kara Manikpur durant cinc mesos perquè era l'època de pluges.
Ibrahim no era pas un nen, era jove però ja un home, però de fet fou Malika-i Djahan la que va tenir el govern a les seves mans. Com que Arkali es va declarar contra la seva mare, la noblesa estava dividida, i el tresor buit per poder aixecar un exèrcit considerable. Ala al-Din, amb les gran riqueses obtingudes al seu saqueig de Devagiri, repartides adequadament entre els seus seguidors, li permetien disposar d'una base de suport important; va marxar cap a Delhi amb 56.000 cavallers i 60.000 infants; molts nobles partidaris d'Ibrahim foren subornats i el jove sultà va perdre gran part dels seus suports. Malika-i Djahan va cridar llavors a Arkali Khan a venir a Delhi per ocupar el tron, però aquest va respondre que l'oportunitat ja havia passat. Ibrahim va reunir les seves forces i va presentar batalla però a la nit l'ala esquerra va desertar i es va passar a Ala al-Din. Ibrahim va fugir cap a Multan amb el reduït tresor i alguns fidels partidaris; els nobles es van apressar a jurar fidelitat a Ala al-Din (desembre de 1296).
Multan fou assetjada i al cap de dos mesos Arkali i els seus germans es van haver de rendir (febrer de 1297). Foren cegats i confinats a les seves residències. Ibrahim va morir en data desconeguda.